# Mario is Missing!
Mario is Missing! (en español: ¡Mario está perdido!) es un videojuego educativo desarrollado por The Software Toolworks y lanzado para NES, Super Nintendo y MS-DOS. Es el segundo título de la serie en tener como protagonista a Luigi,  quien posteriormente, volvería a tomar el papel del personaje principal en Luigi's Mansion. El juego fue ampliamente criticado, aunque es el primero de la saga en tener paisajes del mundo real y se reconocen sus remezclas musicales de Super Mario World.
Mario is Missing! fue lanzado para MS-DOS en 1992 y para consolas de Nintendo el año siguiente. Una secuela llamada Mario's Time Machine se produjo posteriormente.

## Jugabilidad
El jugador controla a Luigi con el objetivo de viajar a diferentes países y pisar Koopas para recuperar objetos y devolvérselos a una señora muy extraña, que en la versión de SNES adopta la apariencia de la princesa Peach. El juego incluye opciones como el globulador, el cual sirve para guiar a Yoshi a la localización donde se encuentra Luigi para que él salga de la ciudad. También incluye la opción de álbum de fotos, computadora y mapa completo de la ciudad.

## Historia
Bowser decide inundar la Tierra usando secadores de pelo de Hafta Havit Mail-Order para derretir la Antártida. Con el fin de comprar un secador de pelo, Bowser manda Koopas a viajar por todo el mundo y robar varios hitos importantes.
Mario, Luigi y Yoshi siguen a Bowser hasta el polo sur para detenerlo, pero cuando Mario se adelanta de Luigi y Yoshi es capturado por Bowser. En la versión de SNES, se abre un hoyo debajo de él, cuando el grupo llega al castillo, mientras que en la versión de NES, un Koopa arroja una bolsa por encima de él mientras camina por la nieve y el hielo. La versión para PC es más elaborada: Luigi tiene demasiado miedo de ir al interior del castillo, por lo que Mario entra solo. Pese a las advertencias de Luigi en contra de tomar caramelos extraños, Mario come un caramelo que le ofreció Bowser (disfrazado de un mayordomo), y luego es atrapado en una red.
Con Mario capturado, la tarea de devolver todos los objetos robados y salvar a su hermano y a la Tierra corresponde a Luigi, que valientemente entra en el castillo, dejando afuera a Yoshi.

## Ciudades a las que viaja Luigi (en todas las versiones del juego)

### ???
- Nueva York, EUA
- Roma, Italia
- Sídney, Australia
- San Francisco, EUA
- Tokio, Japón
- París, Francia
- Moscú, Rusia
- Londres, Reino Unido
- Buenos Aires, Argentina
- Ciudad de México, México
- El Cairo, Egipto
- Nairobi, Kenia
- Pekín, China
- Atenas, Grecia
- Río de Janeiro, Brasil
- Perth, Australia

### Desbloqueos
- Bogotá, Colombia
- Santiago, Chile
- Lima, Perú
- Madrid, España
- Perth, Australia